# Perivale (métro de Londres)
Pour l’article homonyme, voir Perivale.
Perivale (en anglais : Perivale tube station, ou Perivale Underground station), est une station de la ligne Central du métro de Londres, en zone 4 Travelcard. Elle est située sur la Horsenden Lane à Perivale dans le borough londonien d'Ealing sur le territoire du Grand Londres.

## Situation sur le réseau
La station se trouve sur la Central line entre les stations Greenford et Hanger Lane. Elle est en zone 4.

## Histoire
La première station, dénommée Perivalt Halt, est mise en service par le Great Western Railway. La station actuelle, dénommée Perivale, est due à l'architecte Brian LewisBrian Lewis (en) en 1938. La Seconde Guerre mondiale retarde sa construction, sa mise en service a lieu le 30 juin 1947 après avoir été modifié par l'architecte Frederic Francis Charles CurtisFrederick Francis Charles Curtis (en).

## Services aux voyageurs

### Accès et accueil
La station est située sur Horsenden Lane South à Greenford .

### Desserte

Voies, quais et desserte
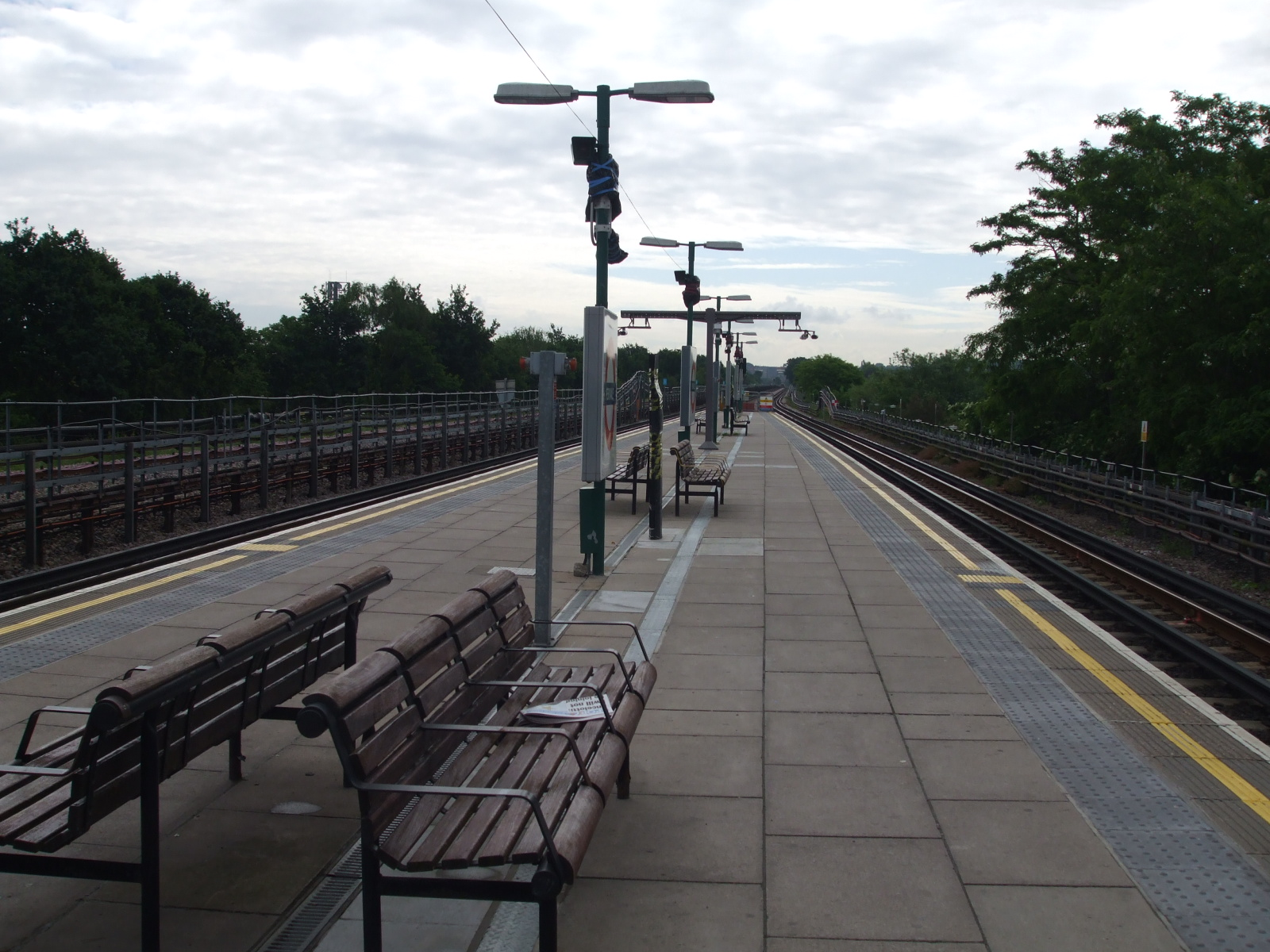
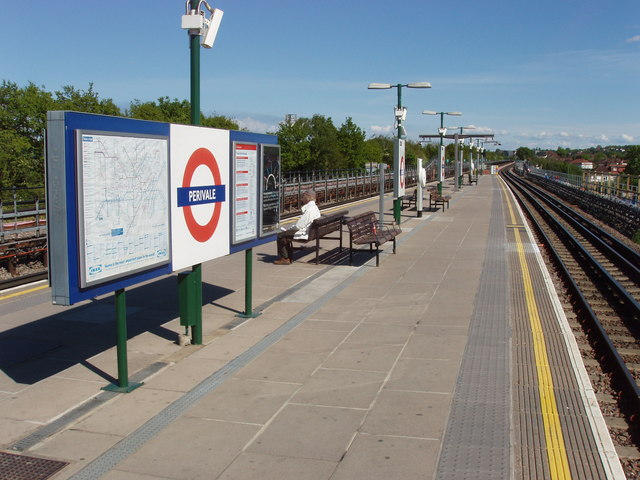
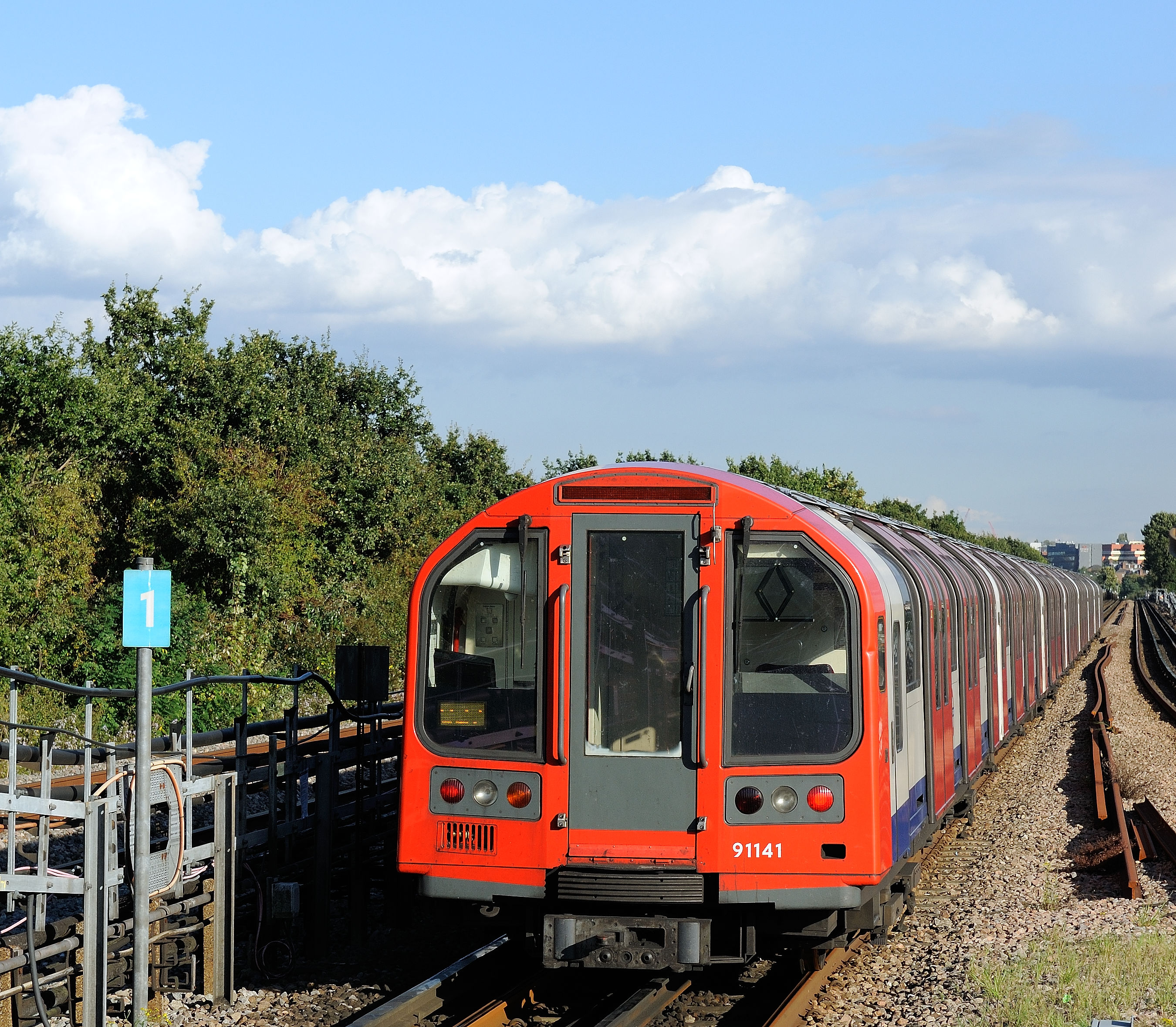

### Intermodalité
La station est en correspondance avec les lignes de bus : 95 (Shepherd's bush - Southall), 297 (Ealing Broadway - Willesden bus garage) service 24/7, E5 (Perivale Tesco - Toplocks Estate/Glade Lane).

## À proximité
- Perivale